# Josep Llunas i Pujals
Josep Llunas i Pujals  (Reus, 30 de enero de 1852 - Barcelona, 23 de mayo de 1905) fue un catalanista, libertario ilustrado, masón, obrero y librepensador, el principal promotor a nivel organizativo y doctrinal del protosindicalismo anarquista, considerado el origen con más fundamento del anarcosindicalismo catalán del siglo XX.  Fue también de los primeros teóricos sobre el colectivismo a nivel divulgativo.

## Biografía
Tipógrafo de profesión, estudió música y canto y fue director de teatro. Destacó en su cargo de secretario del Ateneu Català de la Classe Obrera, centro cultural, para la clase obrera, con visión de cientifismo obrero anarquista:

La evolución científica provocará la transformación de relaciones y estructuras de clase
Josep Llunas

Apoyó la Primera Internacional en 1870, y en 1872 participaba en la Federación Local de las Sociedades de los Trabajadores de Barcelona. También intervino paralelamente en los comités federales clandestinos de la Federación Regional Española de la Asociación Internacional de los Trabajadores (AIT) y organizó la Sociedad Tipográfica de Barcelona en 1879. En 1881 fundó junto a Rafael Farga i Pellicer, Anselmo Lorenzo y otros destacados anarquistas de la época, la Federación de Trabajadores de la Región Española (FTRE), permaneciendo en el comité federal hasta 1883. 
Fundó y dirigió el periódico La Tramontana, subtitulado El periòdic vermell  (El periódico rojo), de 1881 hasta 1896, primer semanario anarquista escrito en catalán, marcadamente anticlerical y obrerista, colaborando en su redacción conocidas plumas de la época como Eudald Canivell, Cels Gomis, Anselmo Lorenzo, Josep Maria Codolosa, Emili Guanyabéns y Antoni Pellicer. También dirigió la revista cooperativista La Asociación.
Encarcelado a raíz de los sucesos de Barcelona en 1893, tras su liberación abandonó en gran parte su participación en el movimiento obrero catalán, dedicándose a la dirección de diferentes semanarios y periódicos como El Productor, en el que siguieron colaborando conocidos anarquistas como Joan Montseny,  Fernando Tarrida del Mármol o Teresa Mañé y posteriormente Los Deportes, antecesor del periódico Barcelona Sport.

## Obra
Publicó numerosos libros y opúsculos entre los que destacan: 
- Estudios filosófico-sociales (1882)
- La revolució: poema en tres cants (1886)
- El Ariete Socialista Internacional (1887)
- Qüestions socials (1891)
- Los partits socialistes espanyols (1892)
- La Ley y la clase obrera (1893)